# Novo Zvečevo
Novo Zvečevo (1869-ig Zvečevo) falu Horvátországban Pozsega-Szlavónia megyében. Közigazgatásilag Bresztováchoz tartozik.

## Fekvése
Pozsegától légvonalban 26, közúton 38 km-re északra, Szlavónia középső részén, a Papuk-hegység területén, a Papuk Nemzeti Park nyugati szélén fekszik.

## Története
A település a török uralom idején keletkezett Boszniából érkezett pravoszláv vlachok betelepülésével. 1698-ban „Vechevo” néven lakatlan faluként szerepel a török uralom alól felszabadított szlavóniai települések összeírásában.
Az első katonai felmérés térképén „Dorf Svechevo” néven találjuk. Lipszky János 1808-ban Budán kiadott repertóriumában „Zvecsevo” néven szerepel. Nagy Lajos 1829-ben kiadott művében „Zvecsevo” néven összesen 2 házzal, 30 lakossal találjuk. 1857-ben 416, 1910-ben 427 lakosa volt. 1910-ben a népszámlálás adatai szerint lakosságának 51%-a német, 26%-a horvát, 7%-a cseh, 5%-a magyar, 4-4%-a szlovén és szerb anyanyelvű volt. Verőce vármegye Szalatnoki járásának része volt. Az első világháború után 1918-ban az új szerb-horvát-szlovén állam, majd később (1929-ben) Jugoszlávia része lett. A második világháború idején 1942-ben és 1943-ban súlyos harcok zajlottak itt, végül az egész vidék a partizánok ellenőrzése alá került. A német lakosság menekülésre kényszerült, helyükre a háború után főként szerbek települtek. 1991-ben lakosságának 37%-a horvát, 36%-a szerb, 20%-a jugoszláv nemzetiségű volt. A délszláv háború során 1991 októberének elején foglalták el a JNA banjalukai hadtestének csapatai. A horvát hadsereg 123. pozsegai dandárjának egységei az Orkan ’91 hadművelet során 1991. december 17-én foglalták vissza. 2011-ben 30 lakosa volt.

## Lakossága
| Lakosság változása | Lakosság változása | Lakosság változása | Lakosság változása | Lakosság változása | Lakosság változása | Lakosság változása | Lakosság változása | Lakosság változása | Lakosság változása | Lakosság változása | Lakosság változása | Lakosság változása | Lakosság változása | Lakosság változása | Lakosság változása |
| ------------------ | ------------------ | ------------------ | ------------------ | ------------------ | ------------------ | ------------------ | ------------------ | ------------------ | ------------------ | ------------------ | ------------------ | ------------------ | ------------------ | ------------------ | ------------------ |
| 1857               | 1869               | 1880               | 1890               | 1900               | 1910               | 1921               | 1931               | 1948               | 1953               | 1961               | 1971               | 1981               | 1991               | 2001               | 2011               |
| 416                | 383                | 284                | 344                | 406                | 427                | 595                | 482                | 85                 | 136                | 109                | 80                 | 54                 | 113                | 27                 | 30                 |

## Nevezetességei
Končarevo üdülőhely Zvečevóban 1981-ben épült. Ez egy 300 férőhelyes B kategóriájú objektum volt, konferenciateremmel, bowlingpályával és egyéb kapcsolódó szállodai létesítményekkel. 1990-ig vonzó turisztikai célpont volt, ahova számos szervezett csoport érkezett pihenésre, sportra, rekreációra, szakmai rendezvényekre és kirándulásokra.
Az üdülőhely a Kamensko-Zvečevo emlékterület részeként épült, amely Bučko Kamenskogtól Zvečevon át, Voćinig terjedt. Szlavóniának ezen a részén 1942-ben és 1943-ban súlyos harcok zajlottak, ahol több ellenséges támaszpont felszámolása után egységes, partizánok által ellenőrzött terület jött létre. 1943 decemberében itt tartották a szlavóniai pártszervezet első konferenciáját, a környező hegyvidéki területeken pedig több baloldali szervezet vezetősége működött. Az épületegyüttes a délszláv háború idején semmisült meg, ma csak a romjai láthatók.